# تمام جهان پهناور
تمام جهان پهناور (به انگلیسی: The Whole Wide World) فیلمی محصول سال ۱۹۹۶ و به کارگردانی دن آیرلند است. در این فیلم بازیگرانی همچون وینسنت دن آفریو، رنی زلوگر، آن ودجورث، هارو پرسنل و بنجامین مورتون ایفای نقش کرده‌اند.